# Sept métaux
Les sept métaux sont les métaux connus, et reconnus comme tels, de l'Antiquité jusqu'à la Renaissance. Les astrologues de l'Antiquité les ont mis en correspondance avec les sept « planètes » (Le Soleil, la Lune, et les cinq planètes  observables à l'œil nu), elles-mêmes associées aux dieux du panthéon gréco-romain.
L'histoire des procédés d'extraction des métaux commence 6 000 ans avant notre ère. Au Moyen-Orient, six métaux furent utilisés durant la préhistoire et l'Antiquité : l'or, l'argent, le cuivre, l'étain, le plomb et le fer. L'or et l'argent étaient trop mous pour être utilisés en dehors des bijoux. Le cuivre pouvait être durci en le martelant mais c'est la découverte de l'alliage cuivre-étain, nommé bronze, qui permit de faire des outils. Le plomb, facile à travailler, servit à faire des récipients et des canalisations d'eau sous l'Empire romain. La maîtrise du fer fut si importante qu'elle marque la transition de l'Âge du bronze à l'Âge du fer vers 1 000 ans avant notre ère.
Le premier métal de l'époque historique est le mercure. Il est utilisé sous forme d'amalgames au troisième siècle avant notre ère.
Ces sept métaux de l'Antiquité sont connus depuis (approximativement) :
| Or    | Cuivre | Argent | Plomb | Étain | Fer (fusion) | Mercure |
| −6000 | −4200  | −4000  | −3500 | −1750 | −1500        | −750    |
Ces métaux étaient connus des Mésopotamiens, Égyptiens, Grecs et Romains de l'Antiquité.
De la découverte des premiers métaux, l'or et le cuivre, jusqu'à la fin du XVIIe siècle, seulement douze métaux furent découverts. Quatre d'entre eux, l'arsenic, l'antimoine, le zinc, et le bismuth, furent découverts aux XIIIe – XIVe siècles. Le douzième métal découvert est le platine au XVIe siècle. Actuellement, on en compte 82.

## Correspondances entre les planètes et les métaux

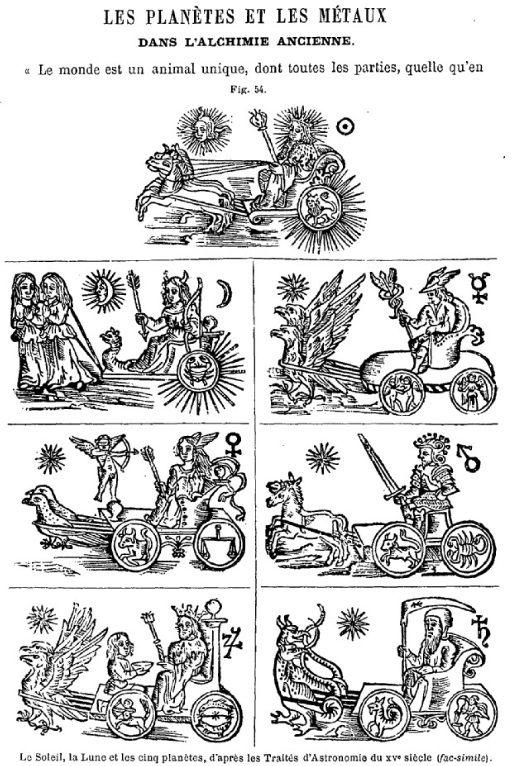
Correspondance entre les sept planètes et les sept métaux (L'astronomie, 1887, Camille Flammarion 1842-1925)

Berthelot suppose qu’il faut faire remonter la parenté mystique entre les planètes et les métaux au Babyloniens.
Le chiffre sept est apparu en relation avec l'observation des phases de la Lune : c'est approximativement le quart de la révolution de cet astre. Pour un peuple de pasteurs et d'agriculteurs, il était facile de repérer l'écoulement des jours en observant les phases de la Lune. Les Chaldéens scandèrent donc leurs travaux en période de sept jours, la semaine, synchronisée sur un « quartier» de lune. Et comme dans le ciel, on pouvait observer sept astres errants, ils attribuèrent à chaque jour de la semaine un astre.
Dans les siècles suivants, pour expliquer les propriétés des métaux, les philosophes et astrologues gréco-romains les associèrent aux astres : l'or est jaune comme le Soleil, l'argent blanc comme la Lune, le fer utilisé pour faire des armes fut associé à Mars le dieu de la guerre, le cuivre est originaire de Chypre (gr. kupros Κύπρος), la patrie de Vénus/Aphrodite, le plomb lourd et terne, le moins estimé des métaux fut associé à Saturne la planète la plus éloignée etc. Pythagore considérait le chiffre sept unique en ce qu'il était la somme des côtés de deux figures géométriques fondamentales, le triangle et le carré.
La relation entre le Soleil et l’or est mentionnée par le poète grec Pindare (-518, -438).  Cette relation, ainsi que l’influence des astres sur la production des métaux, se trouve exposée dans le commentaire de Proclus du Timée de Platon (-428, -348) :
« L’or naturel, l’argent, chacun des métaux, comme les autres substances, sont engendrés dans la terre sous l’influence des divinités célestes et de leurs effluves. Le Soleil produit l’or, la Lune l’argent, Saturne le plomb et Mars le fer ».
Au terme de diverses variations (voir ci-dessous), ces correspondances s'établiront ainsi après le XIIe siècle : Soleil/or, Lune/argent, Mercure/mercure (ou vif-argent), Vénus/cuivre, Mars/fer, Saturne/plomb, Jupiter/étain :
| Correspondance métaux-planètes |                 |         |        |      |         |         |
| ⵙ                              | ⵔ               | ☿       | ♀      | ♂    | ♃       | ♄       |
| Or                             | Argent          | Mercure | Cuivre | Fer  | Étain   | Plomb   |
| Soleil                         | Lune et étoiles | Mercure | Vénus  | Mars | Jupiter | Saturne |
Ces termes seront utilisés en alchimie et chimie jusqu'à la rupture terminologique radicale opérée par Guyton de Morveau, Lavoisier (et collaborateurs) par la publication de leur nouvelle Méthode de nomenclature chimique, en 1787. À la fin du XVIIe siècle, le chimiste Nicolas Lémery, tout comme les autres chimistes, utilise couramment les termes de vitriol de Lune pour nitrate d'argent, sel de Jupiter pour acétate d'étain, sel de Saturne pour acétate de plomb, vitriol de Vénus pour nitrate de cuivre, safran de Mars apéritif pour oxyde ferrique et vif-argent pour Mercure (cf. Cours de chymie).

## La métallurgie dans l'antiquité
Les sept métaux connus dans l'antiquité sont  l'or (utilisé depuis -6000), le cuivre (-4200), l'argent (-4000), le plomb (-3500), l'étain (-1750), le fer (-1500) et le mercure (-750). Ces métaux sont connus des civilisations antiques : Mésopotamiens, Égyptiens, Grecs et Romains.

### L'or

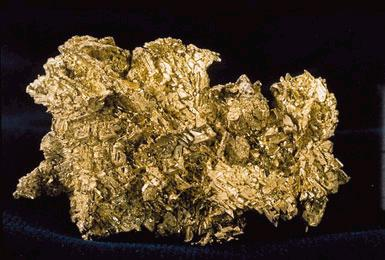
Une pépite d'or.

L'or se trouve à l'état natif soit en filons, soit dans les rivières sous forme de pépites (qui résultent de l'érosion des filons). Il est souvent présent sous la forme d'un alliage avec l'argent, appelé par les anciens electrum.

### Le cuivre
| - Cuivre natif. - Malachite et azurite. |

Le cuivre natif se trouve parfois en très grande masse, ce minéral de la catégorie des éléments natifs néanmoins rare est utilisé pour des outils dès -4200. Le martelage du cuivre le rend cassant, la solution étant de le recuire. Les premiers objets de cuivre fondus datent de -3600 en Égypte. Le premier minerai utilisé est la malachite une roche verte friable. La température nécessaire pour la réaction de réduction étant de 700 à 800 °C il est probable que cela a été découvert dans des fours de potier (1 100 à 1 200 °C) plutôt que dans des feux de camp (600 à 650 °C).
En Europe occidentale, l'âge du cuivre ou chalcolithique désigne la période  -2000/-1800.

### Le plomb

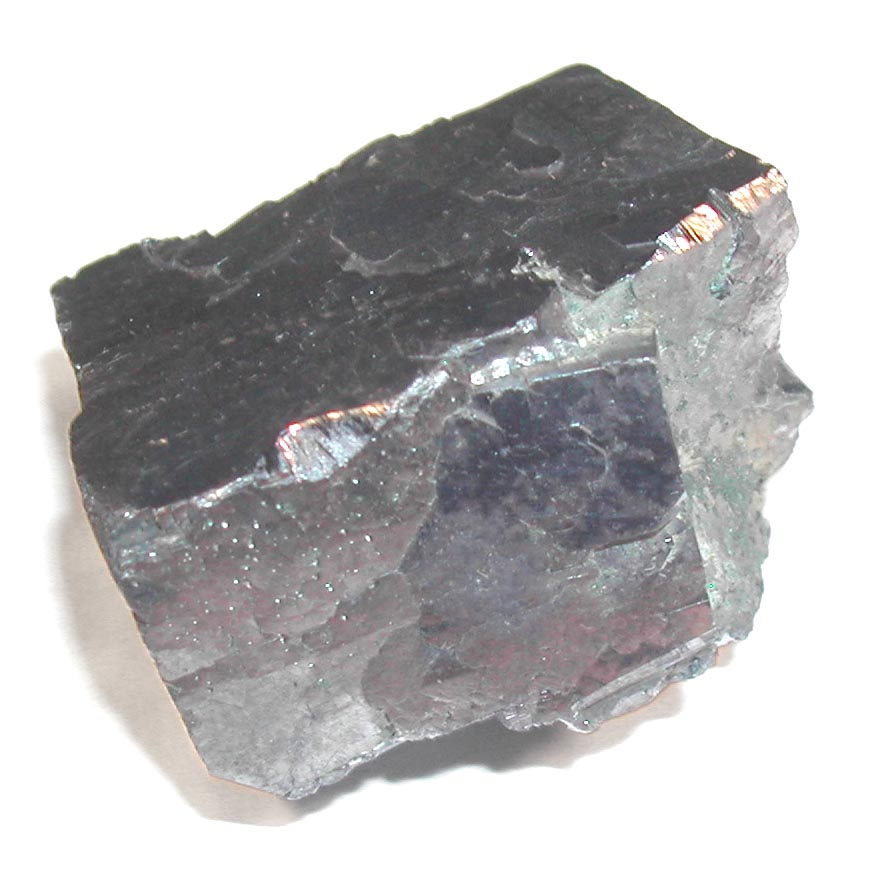
Galène.

Le plomb natif existe dans la nature, mais il est très rare ; la galène (sulfure de plomb PbS), qui a un aspect métallique, est abondante et était utilisée comme fard par les égyptiens. Le point de fusion du plomb est de 327 °C, et peut donc être atteint par un simple feu de camp. Les premières utilisations remontent à -3500. Trop ductile pour être utilisé comme outil, il sert pour des récipients et des conduits.

### L'argent
L'argent existe à l'état natif, il se nomme argent natif, il est exceptionnellement présent en masse importante (c'est le métal noble le plus actif chimiquement). L'argent est plus dur que l'or, mais moins que le cuivre. Il est utilisé essentiellement pour des bijoux et la monnaie. La galène contient une petite quantité d'argent, et l'argent peut être extrait par calcination et oxydation du plomb : c'est la coupellation.

### L'étain

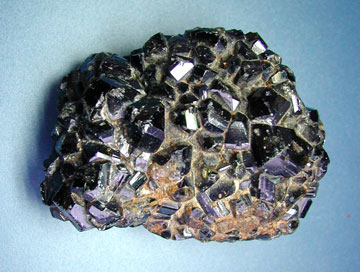
Cassitérite.

L'étain natif existe dans la nature, mais il est rare. Il était rarement utilisé seul, mais sous forme d'alliage avec le cuivre : le bronze. Le cuivre obtenu par fusion était rarement pur. Avec certains minerais on obtenait du bronze qui est plus dur et plus facile à travailler, donc plus utile pour faire des outils et des armes. Les premiers datent de -2500, mais les minerais d'étain restent rares, et la concentration en étain faible jusque vers -2000/-1800. Le principal minerai utilisé était la cassitérite. Vers -1400, il est le principal alliage métallique utilisé (âge du bronze).

### Le mercure
| - Cinabre de Toscane. - Vif-argent (mercure). |

Le mercure ou vif-argent a été retrouvé dans des tombes datant de -1800/-1600. Même si le mercure natif imprègne les minerais de mercure, l'élément se trouve essentiellement sous forme de minerai de sulfure de mercure (HgS) : le cinabre. C'est le seul métal liquide à température ambiante, et il était largement utilisé pour sa capacité à dissoudre l'or et l'argent sous forme d'amalgames.
Au premier siècle, le Grec Dioscoride décrit la technique de calcination d'une cuillerée de cinabre placée dessous un récipient sur lequel se dépose la vapeur de mercure (De materia medica, V, 95). Dioscoride qui écrit en grec ancien, nomme le mercure  ὑδράργυρος, hydrárgyros. À la même époque, le Romain Pline, décrit la même technique de sublimation du minerai pour obtenir de l' hydrargyrus (dérivé du grec ancien), terme qui en français deviendra hydrargyre et dont est tiré le symbole chimique Hg, sigle composé de l'initiale des deux morphèmes Hydrar et Gyrus. Pline distingue l'hydrargyrus de la forme native du métal qu'il nomme vicem argenti qui en français donnera vif-argent (Pline, H.N., XXXIII, 123,). Le terme vif-argent va être utilisé jusqu'au début du XIXe siècle.

### Le fer
Le fer tellurique ou fer natif a été initialement trouvé en petites quantités dans des roches terrestres et surtout des météorites (il contient alors 6 à 8 % de nickel). Son extraction a peut-être commencé dès -2500, mais ne se développa qu'à partir de -1200. L'hématite (oxyde de fer) était auparavant utilisé en ornementation.

### Métalloïdes
L'arsenic (sous forme d'orpiment), et l'antimoine (sous forme de stibine), sont connus et utilisés, mais ne sont pas isolés ni reliés aux métaux.

### La découverte des nouveaux métaux
Le premier à être découvert en occident est l'antimoine (un métalloïde en fait). Le procédé qui permet de l'isoler de la stibine par chauffage dans un pot de fer est décrit dès 1560 par Georgius Agricola (le nom vient du grec  anti monos : « jamais seul ». L'antimoine a un rôle important dans la médecine alchimique de Paracelse.
Le zinc, dont le minerai, la calamine était utilisé depuis l'antiquité pour obtenir, avec du minerai de cuivre, du laiton, est  produit, isolé et reconnu comme un métal en Inde aux XIIIe et XIVe siècles, puis par les Chinois au XVIe siècle. En Europe, il est observé et identifié par Agricola et Paracelse qui l'appellent zincum. 
Au XVIe siècle, le platine est découvert par les Espagnols dans le Nouveau-Monde.

## Histoire du concept de métaux

### Dans la philosophie grecque
La philosophie grecque de la matière se fonde essentiellement sur la théorie des Quatre éléments (eau, air, terre et feu), illustrée notamment par Empédocle, reprise et complétée par Platon et Aristote. 
Platon associe les quatre éléments à quatre polyèdres réguliers (les solides de Platon) : le feu au tétraèdre, la terre au cube, l'air à l'octaèdre, l'eau à l'icosaèdre. La caractéristique des métaux est qu'ils puissent fondre et se solidifier, ce qui en fait une variété de l'élément eau. L'or (incorruptible, c'est-à-dire inoxydable) est le plus parfait, alors que les différentes sortes de cuivre sont imparfaites du fait des interstices plus importants entre leurs parties (d'où leur densité plus faible), et de la présence de l'élément terre qui apparaît avec le temps (oxydation en vert-de-gris dans le langage moderne). Mais la caractéristique de fusibilité n'est pas limitée à ce que nous appelons métaux et s'applique aussi aux verres aux cires et aux résines. Il n'y a d'ailleurs pas à l'époque de terme grec pour catégoriser les métaux, le mot metallon désignant les mines (d'or, de cuivre, mais aussi de sel). C'est chez Aristote qu'apparaît la distinction des métaux (metalleuta) des autres minerais, en tant que corps « fusibles ou malléables, comme le fer, l'or, le cuivre ». Aristote explique la formation des métaux dans le cadre de sa théorie des exhalaisons, l'exhalaison sèche provenant du feu, et l'exhalaison humide provenant de l'eau. Les métaux sont le produit de la compression par la masse des roches terrestres de l'exhalaison humide, qui se solidifie sans passer par le stade intermédiaire de l'eau, et sous l'influence de l'exhalaison sèche, il s'y mêle de la terre qui va distinguer les différents métaux.

### Astrologie et théorie des métaux
C'est probablement à partir du IIIe avant notre ère, après les conquêtes d'Alexandre, et sous l'influence de l'astrologie chaldéenne, que s'est établi progressivement l'idée de l'influence des astres sur la formation des métaux. Elle se trouve développée chez Proclus au Ve de notre ère : « Or, argent, chacun des métaux, comme chacune des autres choses, naissent dans le sol sous l'action des dieux célestes et de l'effluence d'en haut. Il est sûr du moins que, à ce que l'on dit, l'or appartient au soleil, l'argent à la lune, le plomb à Saturne, le fer à Mars. Ces métaux sont donc engendrés d'en haut, mais se forment dans la terre, non pas dans ces astres qui envoient ces effluves. »
Cette liste est reprise et complétée par le philosophe Olympiodore le Jeune, dans son commentaire des Météorologiques d'Aristote : « Mais il faut aussi savoir que le divin Proclus dans ses commentaires sur le Timée, fait correspondre les métaux aux sept planètes : il dit que d'une part le plomb est consacré à Saturne à cause de sa nature lourde sombre et froide, de l'autre l' electrum est consacré à Jupiter, à cause de la nature productive et tempérée de la vie de l'astre. De même pour le migma. Le migma est en réalité plus noble que l'or et mieux tempéré. À Mars est consacré le fer de par sa nature coupante et aiguisée ; l'or au Soleil comme à ce qui est source de lumière. Et à Vénus est consacré l'étain parce qu'il est translucide et brillant, et en même temps proche de la Lune, de même que l'étain est proche de l'argent. Et la Lune est consacrée à l'argent, puisque l'argent aussi, lorsqu'il est placé auprès de l'or, semble recevoir la lumière de celui-ci, et devenir plus resplendissant, comme la Lune est éclairée par le soleil. » Aux propriétés de ductilité et de fusibilité énoncées par Aristote, Olympiodore ajoute celle de l'éclat métallique.
L' electrum désigne ici l'or blanc (alliage naturel or-argent ayant la couleur de l'ambre jaune), le terme désignant aussi l'ambre dans l'antiquité. Le migma est probablement une variété d'or blanc, distingué de l'elektrum soit par le taux d'argent, soit par l'opposition artificiel/naturel.
| Correspondance des 6 métaux-planètes de Olympiodore le Jeune |        |          |       |      |         |
| Or                                                           | Argent | Électrum | Étain | Fer  | Plomb   |
| Soleil                                                       | Lune   | Jupiter  | Vénus | Mars | Saturne |

La liste de correspondance d'Olympiodore se retrouve dans le Marcianus (daté du Xe ou du XIe siècle) du recueil byzantin des alchimistes grecs.
L'électrum disparaitra plus tard de la liste et sa planète Jupiter sera attribuée à l'étain, et Vénus déesse de Chypre, sera attribuée au « cuivre », le métal de l'île.
Et lorsqu'on découvre le vif-argent, ce métal extravagant, à moitié solide et à moitié liquide, il est renvoyé de droit à l'androgyne Mercure.
Cette correspondance (donnée dans le tableau de la première section) apporte une unité théorique aux métaux, qui allant au-delà des aspects métallurgiques (fusibilité et malléabilité), permet au concept alchimique de transmutation des métaux de se développer (cette idée n'apparaît pas dans la philosophie grecque classique). Il survivra même dans la terminologie des substances chimiques jusqu'à la « révolution » opérée par de Guyton de Morveau et Lavoisier (Méthode de nomenclature chimique, en 1787).

### Lapidaire astrologique
Il en ressort ainsi un « lapidaire astrologique », dont la première mention serait à trouver dans le Damigéron-Evax.
| Métal ou divinité              | Pierre précieuse | Signe zodiacal |
| Mercure ou vif argent noble[c] | diamant          | Gémeaux        |
| Vif-argent vulgaire            | cristal de roche | Vierge         |
| Mars (fer)                     | rubis            | Bélier         |
| Vénus (Cuivre)                 | émeraude         | Taureau        |
| Jupiter (étain)                | topaze           | Sagittaire     |
| Saturne (plomb)                | grenat           | Capricorne     |
| Lune/ Séléna (argent)          | saphir           | Cancer         |